# Leerzug
Als Leerzug wird in der Logistik und im Schienenverkehr ein Zug bezeichnet, der ohne Fahrgäste – in diesem Fall auch Leerreisezug oder Leerpersonenzug genannt,  oder Transportgüter unterwegs ist.

## Allgemeines
Transportmittel sind allgemein dazu vorgesehen, Personen und/oder Frachtgüter zu befördern. Wird eine Fahrt vor oder nach einer Personen- oder Güterbeförderung ohne Nutzlast durchgeführt, spricht man von einer Leerfahrt. Sie wird im Eisenbahnwesen und bei Straßenbahnen Leerzug genannt.
Beim Leerzug kann es sich um eine oder mehrere Lokomotiven mit oder ohne Eisenbahnwagen oder einen ganzen Zug handeln, der ohne Güter- oder Personenbeförderung verkehrt.

## Zuggattungen der DB InfraGO
Leerzüge sind beim Eisenbahninfrastrukturunternehmen durch die Zuggattung erkennbar. Die DB InfraGO, als ein EIU in Deutschland, kennt unter anderem folgende Leerzuggattungen:
| Kürzel | Bezeichnung                                                                                      |
| ------ | ------------------------------------------------------------------------------------------------ |
| LPF    | Leerzug aus IC, EC                                                                               |
| LPFT   | Leerzug aus IC, EC (wendezugfähig) Leerzug aus RJ, CJ, TGV Leerzüge ICE-Triebzüge aus ICE 4      |
| LPFT-D | Leerzug aus IC mit IC2 (Bombardier/Alstom)                                                       |
| LPFT-E | Leerzug aus IC mit IC2 (Stadler Kiss)                                                            |
| LPFT-A | Leerzüge ICE-Triebzüge aus ICE 1 oder ICE 2                                                      |
| LPFT-W | Leerzüge ICE-Triebzüge aus ICE 3-Familie                                                         |
| LPFT-T | Leerzüge ICE-Triebzüge aus ICE-T-Familie                                                         |
| LPF    | Leerzüge für besondere Zwecke der DB Fernverkehr                                                 |
| Lr, Lt | Leerzüge DB Regio                                                                                |
| LS     | S-Bahn-Leerzug zwischen Bahnsteig und Abstellanlage unter der Zugnummer des zugehörigen Vollzugs |

Leerzüge von Eisenbahnverkehrsunternehmen außerhalb des DB-Konzerns fahren meist unter dem Anfangsbuchstaben D (Dritter). Siehe auch Liste von Zuggattungen.

## Zugnummer
Auch Leerzüge haben stets eine Zugnummer, die allerdings nicht kommuniziert wird. In Großbritannien hingegen ist diese stets an der Front des Zuges angegeben, so lassen sich Leerzüge an der führenden Ziffer „5“ erkennen.

## Verspätungen
Bei Verspätungen kodiert die Deutsche Bahn AG deren Ursache, dabei steht die „93“ für eine Verspätung in Folge einer Wende. Dazu gibt es noch folgende Feinkodierungen:
Güterzüge (Es erfolgt keine Änderung des Wagenparks)
- Leerzug auf Vollzug
- Vollzug auf Leerzug

Reisezüge (Wende am gleichen Bahnsteig ohne Zugbehandlung)
- Leerzug auf Vollzug
- Leerzug auf Leerzug
- Tfz-Übergang
- Vollzug auf Leerzug
- Vollzug auf Vollzug.

## Wirtschaftliche Aspekte
Betriebswirtschaftlich kann der Leerzug als ein Rüsten oder eine Bereitstellungsfahrt angesehen werden; das Transportmittel ist ohne Transportgut unterwegs. Der Umlaufplan von Fahrzeugen sieht insoweit Nutz- und Leerfahrten vor.
Eines der Hauptziele in der Logistik ist allerdings die Minimierung oder Vermeidung von Leerfahrten, um eine günstige Kostendeckung durch einen hohen Deckungsbeitrag zu erreichen. Deshalb muss die Disposition der Züge und der Lagerung von Frachtgut optimiert werden, die eine bessere Aufteilung des Lagerbestands auf Güterzüge zum Ziel hat. Leerzüge verbessern allerdings nicht deren Reichweite wegen geringerer zulässiger Gesamtmasse, sofern es sich um elektrische Eisenbahnen handelt. Alle übrigen Transportmittel ohne Oberleitung erhöhen durch Leerfahrten ihre Reichweite.
Die betriebswirtschaftliche Kennzahl des Auslastungsgrades (genauer: der Unterbeschäftigung) spielt insbesondere bei Unternehmen mit hohem Fixkostenanteil eine große Rolle. Dazu gehören unter anderem der Automobilbau, Flugzeugbau, Schiffbau oder Transportunternehmen. Letztere, worunter sich auch Eisenbahnunternehmen befinden, unterscheiden die gewichtsmäßige, volumenmäßige (räumliche), zeitliche und entfernungsspezifische Auslastung der Transportmittel. Ihr Auslastungsgrad wird im Frachtgeschäft Ladetonnenkilometer {\displaystyle LTK}genannt:
{\displaystyle {\text{LTK}}={\frac {\text{tatsächliche LTK}}{\text{maximal mögliche LTK}}}\cdot 100\,\%}.
Je höher der Auslastungsgrad, umso geringer sind die Leerkosten. Es ist deshalb sinnvoll, Leerzüge zu vermeiden und auch die Rückfahrt auszulasten. Bei volumenintensivem Frachtgut wie Elektronikgeräten wird die gewichtsmäßige Maximalauslastung bei voller Volumennutzung nicht erreicht, so dass es sinnvoller ist, die Größe Volumenkilometer zu wählen.
Bei Leerzügen ist der Auslastungsgrad „Null“ und die Leerkosten betragen 100 %, so dass keine Nutzkosten vorhanden sind. Dabei hängt die Frage der Leerkosten davon ab, wie die Betriebsleistung definiert wird. Sind nämlich Leerfahrten zur Erstellung der Betriebsleistung erforderlich, so sind die damit verbundenen Kosten Nutzkosten. Im Falle der Tarifkalkulation auf Grundlage der Grenzplankostenrechnung darf als Betriebsleistung nur die Nutzfahrt angesehen werden.
Ein durch Leerzüge entstehendes Kostenrisiko tritt beim Charterverkehr nicht auf, da bei Nicht-Erreichen einer bestimmten Zahl von Passagieren oder Fracht der Personen- oder Gütertransport gemäß Beförderungsbedingungen abgesagt werden kann oder ein Sonderzug oder Güterzug mangels Auftrag nicht zusammengestellt werden muss.

## Abgrenzung
Bei einem Leerzug handelt es sich nicht um einen Zug im Sinne der Zugbildung. Betriebsintern wird bei der DB InfraGO der Begriff „Vollzug“ teilweise als Gegenstück zum Leerzug genutzt. Ansonsten bedeutet der „Vollzug“ aber nicht das Gegenteil von Leerzug, sondern bezeichnet einen aus Triebwagen gebildeten Zug mit einer bestimmten Länge. Allgemein wird unter einem Vollzug ein Zug aus zwei Einheiten verstanden, bei der S-Bahn Berlin aus vier.